# Daniel Kirkwood
Daniel Kirkwood (27 de septiembre de 1814—11 de junio de 1895) fue un astrónomo estadounidense. Describió cómo podían originarse las divisiones de Cassini y Encke en los anillos de Saturno.
Además, fue el primero en sugerir la existencia de un grupo de cometas que rozan al Sol y que conocemos como cometas del grupo de Kreutz, en honor del astrónomo alemán Heinrich Carl Friedrich Kreutz, que los estudió en 1888. En la actualidad (2004) se llevan descubierto más de 500 de estos cometas con los coronógrafos C3 y C2 LASCO del satélite de investigación solar SOHO.

## Semblanza
Kirkwood nació en Harford County, Maryland, hijo de John Kirkwood y Agnes Hope. Se graduó en matemáticas por la Academia del Condado de York en Lancaster, Pensilvania, en 1838. Después de ser profesor allí durante cinco años, se convirtió en director del Instituto de Enseñanza Secundaria de Lancaster en Lancaster, Pensivania, y otros cinco años después, se trasladó para ser director de la Academia de Florencia en Pottsville, Pensilvania. En 1851 se convirtió en profesor de matemáticas en la Universidad de Delaware y en 1856 fue nombrado profesor de matemáticas en la Universidad de Indiana en Bloomington, Indiana, donde permaneció hasta su jubilación en 1886, con la excepción de dos años, 1865-1867, en los que prestó sus servicios en el Jefferson College de Canonsburg, Pensilvania.
La contribución más significativa de Kirkwood proviene de su estudio de las órbitas de los asteroides. Cuando ordenó el entonces creciente número de asteroides descubiertos de acuerdo con su distancia al Sol, observó varias lagunas, denominadas huecos de Kirkwood en su honor, asociando estas lagunas con el fenómeno de resonancia orbital con respecto a la órbita de Jupiter. Además, Kirkwood propuso también que una dinámica similar habría generado la División de Cassini en los anillos de Saturno, como resultado de una resonancia orbital con una de las lunas de Saturno. Así mismo, fue el primero en afirmar correctamente que el material de la lluvia de meteoros está constituido por restos de los cometas.
También identificó un patrón relacionando las distancias de los planetas con sus períodos de rotación, que se llamaba la Ley de Kirkwood. Gracias a este descubrimiento obtuvo una gran reputación internacional entre los astrónomos; siendo apodado "el Kepler americano" por Sears Cook Walker, quien afirmó que la Ley de Kirkwood probaba la teoría de la nebulosa solar generalizada. Posteriormente, se ha podido comprobar con nuevas medidas de los períodos de rotación planetaria que el patrón propuesto por esta ley es erróneo.
En 1891, a los 77 años de edad, se convirtió en profesor de Astronomía en la Universidad de Stanford. Murió en Riverside, California, en 1895. Está enterrado en el cementerio de la colina de Rose en Bloomington, Indiana, donde existe una Avenida Kirkwood en su honor.
En conjunto, escribió 129 publicaciones, incluyendo tres libros.

## Eponimia
- El cráter lunar Kirkwood lleva este nombre en su memoria.
- El asteroide (1578) Kirkwood también conmemora su nombre.
- El Observatorio Kirkwood de la Universidad de Indiana.